# جيمي ستيفنز (لاعب كرة قدم)
جيمي ستيفنز (بالإنجليزية: Jamie Stephens)‏ (25 أغسطس 1993- المملكة المتحدة) هو لاعب كرة قدم بريطاني في مركز حراسة المرمى. لعب مع نادي إيرباص يو كاي بروتون ونادي بارنت ونادي ليفربول ونيوبورت كونتي ونادي غلوستر سيتي.

## وصلات خارجية
- جيمي ستيفنز على موقع قاعدة بيانات كرة القدم.إي يو (الإنجليزية)
- جيمي ستيفنز على موقع Soccerbase.com (لاعب) (الإنجليزية)
- جيمي ستيفنز على موقع Soccerway.com (الإنجليزية)